# Списак лекара погинулих у НОР
У току Народноослободилачког рата од 1941. до 1945. године према још увек непотпуним подацима учествовао је 3.081 лекар, од чега је њих 2.927 било на дужностима у санитетској служби, док су остали били на војно-политичким дужностима или само сарадници Народноослободилачког покрета (НОП).
Прве године Народноослободилачког рата у редовима Народноослободилачких партизанских одреда било је свега 196 лекара, од којих је велики број још од пре рата припадао Комунистичкој партији Југославије (КПЈ) или био њен симпатизер. Многи од њих су по директиви Централног комитета КПЈ учествовали и припреми и организовању одружаног устанка. Од укупно 3.081 лекара учесника НОР њих 319 су жене, од чега је њих 40 учествовало од 1941. године. Оне су углавном биле распоређене на дужностима у санитетској служби, а свега њих 15 је било на војно-политичким и другим дужностима.
Поред лекара у редовима Народноослободилачке војске Југославије активно су учествовали и фармацеути, студенти медицине и студенти фармације. У првим ратним годинама, у санитетској служби НОВЈ био је мали број фармацеута, док су већина њих били сарадници Народноослободилачког покрета, који су на разне начине снабдевали партизанске јединице лековима и санитетским материјалом. Укупно је у НОР учествовало 492 фармацеута.
У току Народноослободилачког рата погинуло је 213 лекара и 34 фармацеута. Такође, поред њих у НОР је погинуло и 295 студената медицине и 17 студената фармације. Ореденом народног хероја одликовано је 37 лекара и студената медицине. Међу лекарима народним херојима њих седморо — Мило Бошковић, Бошко Вребалов, Душан Мрављак, Сафет Мујић, Ненад Парента, Младен Стојановић и Миленко Хаџић — су погинули, док су двојица — Павле Грегорић и Гојко Николиш — преживели рат.
После рата на згради тадашње Војномедицинске академије, на улазу у Клинички центар Србије из Пастерове улице, постављена је спомен-плоча са именима 340 лекара, фармацеута, студената медицине и фармације палих у Народноослободилачком рату. Након изградње нове зграде Војномедицинске академије, на Бањици, 1981. године испред главног улаза је постављена нова спомен-плоча са именима лекара, фармацеута, студената медицине и фармације палих у Народноослободилачком рату.

## Списак погинулих лекара
Неки од партизанских лекара који су погинули у току рата:
1. Албер Алојзе
2. Силвио Алтарас
3. Борис Андерсен
4. Фрањо Арнаутовић
5. Алберт Атијас
6. Милица Банд-Кун
7. Самуел Барух
8. Иван Бенић
9. Јосип Бенчан
10. Стеван Бер
11. Берта Бергман
12. Ђулиелмо Биасиоли
13. Фрањо Бишић
14. Теодор Бороцки (1903—1942), офталмолог. Рођен је у Бачкој Паланци, а радио је у Београду. Члан КПЈ је био од пре рата. Ухапшен је септембра 1942. у Ивањици због учешћа у организовању бекства Иванке Муачевић-Николиш из затворске болнице, јануара 1942. године. Прилком саслушавања у Специјалној полицији, октобра 1942. године, искористио је непажњу иследника и извршио самоубиство скоком кроз прозор.
15. Јурај Боцак
16. Мило Бошковић (1911—1944), бактериолог. Рођен је Брчелима, код Бара, а радио је у Београду. Члан КПЈ од 1940. године. По директиви ЦК КПЈ од јула 1941. године је радио у илегалној штампарији ЦК КПЈ на Бањичком венцу. Да би избегао хапшење јула 1942. године је прешао у Загреб, где је ухапшен и потом био заточен најпре у логору Стара Градишка, а потом у логору Јасеновац, где га је 21. септембра 1944. године убио лично командант логора Динко Шакић. Народи херој.
17. Бошко Вребалов (1912—1943), интерниста. Рођен је у Меленцима, код Великог Бечкерека, а радио је у Београду. Члан КПЈ је од 1936. године. По партијској директиви, септембра 1941. године је био послат у Пожаревачки партизански одред, где је најпре био члан Штаба одреда, а од јануара 1942. политички комесар Одреда. Крајем маја 1943. гбио је заробљен од четника и убијен 8. јуна 1943. године у селу Царевац, код Пожаревца. Народни херој.
18. Момчило Катанић (1912—1941), венерлог. Рођен је у Рековцу, код Јагодине, а радио је у Чачку. Као рођак Драгише Мишовића прикључио се КПЈ пре рата. Учествовао је у организаовању устанка и био први лекар Чачанског партизанског одреда. Био је заробљен је од жандара и предат Немцима, који су га стрељали 20. јула 1941. године у Чачку.
19. Симо Милошевић (1889—1941), бактериолог и професор Медицинског факултета у Београду. Рођен је у селу Каменари у Боки которској. Учесник НОР од 1941. године, а члан КПЈ од 1942. године. Најпре је радио при Главном штабу НОП одреда Црне Горе, где је руководио санитетском службом на ослобођеној територији. Фебруара 1942. је преседавао Острошком скупштином, а од новембра исте године је био члан Извршног одбора АВНОЈ-а, где је био референт за здравство. У току битке на Сутјеци, јуна 1943. године је био рањен и пребачен у село Врбницу, код Фоче, где су га заједно са песником Иваном Гораном Ковачићем заробили четници и убили.
20. Душан Мрављак (1914—1943). Рођен је у Љубљани, али је одрастао у Шоштању. Радио је као лекар у Долењској и Љубљани. Након окупације укључио се у НОП, а априла 1942. године је отишао у партизане. Од августа 1942. је био лекар у Похорском партизанском батаљоном. Погинуо је 8. јануара 1943. године приликом уништења Похорског батаљона, у близини Словенске Бистрице. Народни херој.
21. Мустафа Мујбеговић (1900—1942), педијатар. Рођен је у Таревицима, код Модриче, а радио је у Тузли. Од 1941. године је био сарадник НОП-а. Деловао је у Тузли, где је имао обавезу да одлази у домобрански гарнизон и обавља разне дужности, што је користио за прикупљање лекова и санитетског материјала за партизана. Половином фербуара 1942. је напустио Тузлу и отишао у Мајевички партизански одред, где је постављен за референта санитета. Погинуо је 20. фебруара 1942. године приликом напада четника на Штаб Мајевичког одреда, у селу Вукосавцима.
22. Сафет Мујић (1908—1942). Рођен је у Мостару, где је и радио као лекар. Члан КПЈ је од 1938, а пред рат је био члан Обласног комитета КПЈ за Херцеговину. Учествовао је у организовању устанка. Био је најпре лекар Коњичког партизанског батаљона, а од јуна 1942. године референт санитета Херцеговачког партизанског одреда. Погинуо је 28. августа 1942. године приликом борбе с Немцима у близини Хаџића. Народни херој.
23. Миша Пантић (1904—1942). Рођен је у Ваљеву, где је и радио. Члан КПЈ је од 1933. године, а од 1940. је био члан Покрајинског комитета КПЈ за Србију. Један је од организатора устанка у западној Србији. Био је референт санитета Ваљевског партизанског одреда, а поред тога активно је радио на стварању првих Народноослободилачких одбора. Убијен је од четника 7. фебруара 1942. године у селу Косатица, код Пријепоља.
24. Ненад Парента (1913—1941). Рођен је у Задру, а радио је у Београду. Члан КПЈ је од 1938. године и био је секретар једног Рејонског комитета КПЈ у Београду. Од првих дана окупације активно је учествовао у организовању НОП-а у Београду. Септембра 1941. године је ухапшен и стрељан. Народни херој.
25. Олга Поповић-Дедијер (1914—1943), хирург. Рођена у Земуну, а радила у Железничкој болници у Београду. У НОР од августа 1941, а од августа 1942. године је била члан хируршке екипе Врховног штаба, а потом шеф хируршке екипе Друге пролетерске дивизије. Тешко је рањена током битке на Сутјесци и 20. јуна 1943. године је умрла на Романији од последица рањавања.
26. Ружица Рип (1914—1942). Рођена је у Бездану, код Сомбора, а радила је у Београду. Члан КПЈ је од 1940. године. Почетком маја 1941. је отишла у Црну Гору, где је радила у партизанској болници у Колашину. Била је референт санитета Комског партизанског одреда. Заробљена је од четника и обешена 25. марта 1942. године у Колашину.
27. Младен Стојановић (1896—1943). Рођен је у Приједору, где је радио као приватни лекар. Члан КПЈ је од 1940. године. Један је од организатора устанка на Козари. Био је најпре командант Козарског партизанског одреда, а потом начелник Оперативног штаба НОП одреда Босанске крајине. Фебруара 1942. године је приликом обиласка партизанских јединица у централној Босни био рањен у сукобу с четницима. Као тешки рањеник лежао је у партизанској болници у Јошавки, код Челинца. Након извршеног пуча у Четвртом крајишком партизанском одреду убили су га 1. априла 1942. године четници Раде Радића. Народни херој.
28. Роса Хаџивуковић (1912—1942). Рођена је у Горажду, а радила је у Тузли. Од септембра 1941. године је била лекар Мајевичког партизанског одреда. Након напада четника на Штаб Мајевичког одреда, у селу Вукосавцима и погибије чланова штаба, Роса се сакрила у једној кући, али је 22. фербуара 1942. године била откривена од стране четника и убијена.
29. Миленко Хаџић (1902—1941). Рођен је у Малом Крчмару, код Крагујевца, а радио је као приватни лекар у Сврљигу. Члан КПЈ је од пре рата. Учествовао је у организовању устанка и био је лекар Сврљишког партизанског одреда. Погинуо је 12. децембра 1941. године у борби против четника Косте Пећанца у околини Сврљига. Народни херој.